# Burg Choustník
Die Ruine der Burg Choustník (deutsch: Chaußnik) liegt 11 km südöstlich von Tábor in Tschechien.

## Geschichte
Die Burg Choustník wurde vor 1282 von Beneš von Choustník errichtet. Die zweite Bauetappe erfolgte hundert Jahre später durch die Herren von Rosenberg, die sie derart stark befestigten, dass diese Burg während der Hussitenkriege allen Eroberungsversuchen standhielt. Seit dem Ende des 15. Jahrhunderts wurde Südböhmen kaum von Kriegsereignissen betroffen, so dass die Burg an Bedeutung verlor, und seit der zweiten Hälfte des 16. Jahrhunderts nicht mehr instand gehalten wurde. Heute sind ihre äußeren Mauern zum größten Teil erneuert, genauso wie einige Innenmauern und der Turm, von dem sich eine schöne Aussicht auf die Landschaft bietet.